# Uzumaki – Spiralerna
Uzumaki – Spiralerna (うずまき?) är en skräckmanga skriven och tecknad av Junji Itō. Den gavs ut av Shogakukan i magasinet Big Comic Spirits från 1998 till 1999. Shogakukan samlade senare kapitlen till tre tankōbon-volymer. Mangan finns även tillgänglig i Sverige där den utgavs i två delar av Galago under åren 2009–2010. Handlingen kretsar kring invånarna i den lilla fiktiva japanska staden Kurouzu-chō (黒渦町) och hur dessa blir besatta av närvaron av spiraler runt omkring dem, både naturliga och konstgjorda. Besattheten orsakar en långsam förvandling till någonting omänskligt, vilket resulterar i ohyggliga och realistiskt skildrade dödsfall samt en förbannelse i staden. 
Uzumaki – Spiralerna möttes av god kritik och har adapterats till flera olika medier genom åren. En anime väntas sändas i Adult Swims Toonami under 2020. De fyra avsnitten animeras av Production I.G och kommer visas i svartvitt.

## Utgivning och bakgrund
Uzumaki – Spiralerna har givits ut av Shogakukan i Big Comic Spirits från 1998 till 1999. Den släpptes sedan i tre tankōbon-volymer i augusti 1998 till september 1999. Skaparen Junji Itō har sagt att han fann inspiration till serien och spiralförbannelsen från H.P. Lovecrafts romaner och expressionismen.
Översättningar av mangan kom senare på flera språk som brasiliansk portugisiska, franska, kinesiska, koreanska, polska, serbiska, spanska och svenska. Den engelskspråkiga översättningen publicerades först i det månatliga magasinet Pulp från februari 2001 till augusti 2002 av Viz Media. Sedan i tre volymer mellan åren 2007–2008.

## Annan media
Serien har blivit två spel för den portabla spelkonsolen Wonderswan. En spelfilm hade biopremiär i februari 2000, med regi av Higuchinsky efter ett manus av Takao Niita.
Vid Crunchyroll Expo 2019 tillkännagavs en anime på fyra avsnitt med produktionsbolaget Production I.G och regissören Hiroshi Nagahama. Från och med mars 2020 pågår produktionen fortfarande, den har inte skjutits upp till följd av smittspridningen av coronaviruset.

## Mottagande
Uzumaki – Spiralerna blev nominerad till Eisnerpriset 2003. IGN rankade serien som nr 2 på deras lista "Top 10 Horror/Thriller Manga". Deb Aoki på LiveAbout (Dotdash) placerade Uzumaki – Spiralerna i sin lista över rekommenderade skräckmanga och beskrev den som en klassiker i genren. MyM-magasinet hyllade mangan och kallade den "en av de läskigaste mangaserierna som finns där ute". Theron Martin vid Anime News Network har gett den första volymen en positiv recension där han berömde tecknarstilen.